# ハリファ・アイル
ハリファ・アイル（خليفة عايل سالم النافلي, Khalifa Ayil Salim Al-Naufli、1984年3月1日 - ）はオマーン出身の元同国代表サッカー選手。
守備的なポジションの選手ながら、セットプレイでのヘディングやロングシュートなどを得意とする。

## 所属クラブ
- 2000年 - 2004年  オマーン・クラブ
- 2004年 - 2005年  アル・リヤドSC
- 2005年 - 2009年  アル・サッド
- 2009年  アル・イテファク
- 2009年 - 2010年  アル・アハリ
- 2010年 - 2011年  アル・クウェートSC
- 2011年 - 2012年  アル・ラーイド
- 2012年 - 2013年  ドファール・クラブ
- 2013年 - 2014年  アル・ナフダ
- 2014年 - 2016年  ボッシャー・クラブ
- 2016年 - 2017年 ディバ・アル・フジャイラ・クラブ